# 沼田圭悟
沼田圭悟（Keigo Numata，1990年7月24日—），日本職業足球員。他高中畢業後就去巴西踢球。後來又回到日本踢球。2025年1月，沼田圭悟加盟沖繩SV足球俱樂部。